# Liste der Wetterkatastrophen von 2022 mit einer Schadenssumme von mehr als einer Milliarde US-Dollar
Diese Liste der Wetterkatastrophen von 2022 mit einer Schadenssumme von mehr als einer Milliarde US-Dollar nennt 37 Naturkatastrophen, für die  Aon eine Schadenssumme von mehr als einer Milliarde US-Dollar ermittelt hat und bei denen das Wetter Ursache der Schäden war. Seitdem diese Aufstellungen im Jahr 1990 begonnen wurden, haben sich durchschnittlich jährlich 29 Naturkatastrophen ereignet, die eine Schadenssumme von mehr als einer Milliarde US-Dollar verursachten. Von den 37 Wetterkatastrophen entfallen sechs auf Dürren – in den Vereinigten Staaten und Europa, in Brasilien, in der Volksrepublik China, in Mexiko sowie die ostafrikanische Staaten Äthiopien, Somalia und Kenia. Fünfzehn waren Unwetterereignisse wie Hagel, Tornados und Stürme (ohne tropische Wirbelstürme), acht waren Überschwemmungen nach umfangreichen Regenfällen und bei fünf handelte es sich um die Folgen tropischer Wirbelstürme. Nach Angaben von Gallagher Re beläuft sich der gesamte volkswirtschaftliche Schaden der signifikanten Naturkatastrophen von 2022 auf 360 Milliarden US-Dollar, wovon 39 Prozent versichert waren. Laut Aon belief sich der gesamte volkswirtschaftliche Sachschaden auf 313 Milliarden US-Dollar; vier Prozent mehr als der Durchschnitt im 21. Jahrhundert.
18 dieser Wetterkatastrophen betrafen die Vereinigten Staaten, zwei das der Volksrepublik China, und auf Europa entfielen fünf Ereignisse. Die Schadenssumme durch Dürren wird von Aon mit 54 Milliarden US-Dollar angegeben; inflationsbereinigt ist das die zweithöchste durch Dürren verursachte Schadenssumme seit 2012. Gallagher Re gibt die Schadenssumme durch Dürren mit 77 Milliarden US-Dollar an. Die Zahl der infolge von Übersterblichkeit berechneten indirekten Opfer der durch Hitzewellen verstärkten Dürre in West-, Süd- und Mitteleuropa wird von Gallagher Re auf mehr als 40.000 geschätzt.
Den Angaben in der Katastrophendatenbank EM-DAT zufolge verzeichneten 2022 vier Staaten, Pakistan, Nigeria, Südafrika und Somalia, neue nationale Höchstwerte für Schäden durch Wetterkatastrophen. Die bisherigen Höchstwerte waren für Pakistan inflationsbereinigte 12,8 Milliarden US-Dollar durch die Überschwemmungen im Jahr 2010. In Nigeria verursachten die Fluten 2010 einen Shaden von 640 Millionen US-Dollar. Der bisherige Rekord durch die Dürre 1990 in Südafrika belief auf 2,2 Milliarden US-Dollar. Es handelt sich 2022 inflationsbereinigt um die beiden Wetterkatastrophen mit den höchsten Schadenssummen in Afrika seit Beginn der Berechnungen. Das zuvor teuerste Schadensereignis in Somalia.
Die Zahl der durch Naturkatastrophen unmittelbar getöteten Personen war 2022 mit 5741 erneut niedriger als der langjährige Durchschnitt und setzte damit einen Trend fort, der seine Ursache in verbesserten Evakuierungsplänen, erhöhter Aufmerksamkeit der Öffentlichkeit und verbesserten Bauvorschriften hat. Die Wetterkatastrophe mit den meisten direkten Opfern waren die Monsunfluten in Indien mit 2135 Toten bzw. in Pakistan mit 1739. Obwohl es sich im Prinzip um dasselbe Ereignis handelt, wurden von Aon die Auswirkungen in diesen beiden Ländern getrennt berechnet.
| Rang                | Ereignis              | Gebiet                                                                | Zeitraum                 | Schadenssumme in Mrd. USD | Opferzahl |
| ------------------- | --------------------- | --------------------------------------------------------------------- | ------------------------ | ------------------------- | --------- |
| 1                   | Hurrikan Ian          | Kuba, Florida, South und North Carolina                               | 27. September–1. Oktober | 113                       | 152       |
| 2                   | Dürre                 | Vereinigte Staaten                                                    | ganzjährig               | 22,2                      | 136       |
| 3                   | Dürre                 | West-, Süd- und Mitteleuropa                                          | ganzjährig               | 22                        | N/A       |
| 4                   | Überschwemmungen      | Pakistan                                                              | Monsunsaison             | 15                        | 1739      |
| 4                   | Überschwemmungen      | Volksrepublik China                                                   | 1. Juni–30. September    | 15                        | 195       |
| 6                   | Überschwemmungen      | Australische Ostküste                                                 | 23. Februar–31. März     | 8                         | 22        |
| 7                   | Dürre                 | Volksrepublik China                                                   | ganzjährig               | 7,6                       | N/A       |
| 8                   | Orkan Zeynep (Eunice) | Westeuropa und Mitteleuropa                                           | 18.–19. Februar          | 4,5                       | 17        |
| 9                   | Überschwemmungen      | Indien                                                                | Monsunsaison             | 4,2                       | 2135      |
| 10                  | Dürre                 | Brasilien                                                             | ganzjährig               | 4,0                       | N/A       |
| 10                  | Hurrikan Fiona        | Karibik, Puerto Rico, Kanada                                          | 18.–25. September        | 4,0                       | 25        |
| 12                  | Überschwemmungen      | Südafrika                                                             | 8.–15. April             | 3,6                       | 455       |
| 13                  | Unwetter              | Mittlerer Westen der Vereinigten Staaten                              | 13. Juni                 | 3,2                       | 1         |
| 14                  | Waldbrände            | Westküste der Vereinigten Staaten                                     | April–November           | 3,1                       | 17        |
| 15                  | Unwetter              | Great Plains, Mittlerer Westen der Vereinigten Staaten                | 11.–12. Mai              | 2,8                       | 1         |
| 15                  | Unwetter              | Great Plains, Mittlerer Westen der Vereinigten Staaten                | 11.–13. April            | 2,8                       | 1         |
| 17                  | Winterwetter          | Kanada, Vereinigte Staaten                                            | 21.–26. Dezember         | 2,7 *)                    | 98        |
| 18                  | Unwetter              | Great Plains, Südstaaten und Mittlerer Westen der Vereinigten Staaten | 19. Mai                  | 2,5                       | 0         |
| 19                  | Unwetter              | West- und Mitteleuropa                                                | 19.–24. Juni             | 2,4                       | 5         |
| 20                  | Überschwemmungen      | Nigeria                                                               | Juni–Oktober             | 2,3                       | 660       |
| 21                  | Unwetter              | Great Plains und Mittlerer Westen der Vereinigten Staaten             | 9. Mai                   | 2,2                       | 0         |
| 22                  | Taifun Nanmadol       | Japan                                                                 | 18.–21. September        | 2,0                       | 5         |
| 22                  | Dürre                 | Somalia, Äthiopien, Kenia                                             | ganzjährig               | 2,0                       | N/A       |
| 24                  | Unwetter              | Mittlerer Westen der Vereinigten Staaten                              | 7–8. Juni                | 1,9                       | 0         |
| 25                  | Unwetter              | West- und Mitteleuropa                                                | 2.–6. Juni               | 1,7                       | 2         |
| 26                  | Dürre                 | Mexiko                                                                | ganzjährig               | 1,5                       | N/A       |
| 26                  | Unwetter              | Great Plains und Südstaaten der Vereinigten Staaten                   | 4.–6. April              | 1,5                       | 3         |
| 26                  | Überschwemmungen      | Montana und Kentucky in den Vereinigten Staaten                       | 25.–27. Juli             | 1,5                       | 42        |
| 29                  | Überschwemmungen      | Australien                                                            | 12.–28. Oktober          | 1,3                       | 2         |
| 29                  | Taifun Hinnamnor      | Philippinen, Japan, Korea                                             | 1.–6. September          | 1,3                       | 14        |
| 29                  | Unwetter              | Great Plains und Südstaaten der Vereinigten Staaten                   | 30. März                 | 1,3                       | 2         |
| 29                  | Unwetter              | West- und Mitteleuropa                                                | 26.–29. Juni             | 1,3                       | 2         |
| 29                  | Unwetter              | Mittelatlantikstaaten und Mittlerer Westen der Vereinigten Staaten    | 22.–24. Juli             | 1,3                       | 1         |
| 34                  | Unwetter              | Kanada                                                                | 21. Mai                  | 1,2                       | 12        |
| 34                  | Unwetter              | Great Plains und Mittlerer Westen der Vereinigten Staaten             | 1.–3. Mai                | 1,2                       | 1         |
| 36                  | Unwetter              | Texas                                                                 | 21.–22. Februar          | 1,1                       | 0         |
| 37                  | Hurrikan Nicole       | Florida                                                               | 10.–11. November         | 1,3                       | 5         |
| *) Vorläufige Werte |                       |                                                                       |                          |                           |           |

## Belege
1. 1 2 3 4 5  Jeff Masters: Dozens of billion-dollar weather disasters hit Earth in 2022. In: Eye on the Storm. Yale University, 30. Januar 2023, abgerufen am 3. Februar 2023 (englisch).
2. ↑  Münchener Rück gibt den wirtschaftlichen Gesamtschaden aller Naturkatastrophen von 2022 mit 270 Milliarden US-Dollar an, 120 Milliarden US-Dollar davon waren versichert.
3. ↑  Klimawandel und La Niña treiben Schäden: die Naturkatastrophen-Bilanz 2022. Münchener Rück, 10. Januar 2023, abgerufen am 5. Februar 2023 (englisch).